# Lencería de ocasión
Lencería de ocasión es el título de un cortometraje español dirigido en 1999 dirigido por Teresa Marcos. Cuenta cómo una mujer a quien desde niña le han atraído las mujeres de mucho pecho, se reencuentra en una lencería con una mujer muy similar a aquella con la que fantaseaba en su infancia.
El cortometraje de temática LGBT está protagonizado por Ruth Núñez,  conocida por su papel de Bea en la famosa serie Yo soy Bea. Fue grabado en Madrid, Torrelodones y Oviedo los días 16, 27, 28, 29 de marzo y 1 de abril de 1999.

## Argumento
Desde niña, a Luisa le han gustado las mujeres con mucho pecho. Cuando estaba en casa de su tía y jugaba con su prima, fantaseaba con Marcela, una señora regordeta y con mucha delantera que iba a visitarlas para utilizar su bañera, ya que no tenía en su casa. Luisa estaba realmente colada por Marcela, y no hacía más que cotillear en la puerta del baño.
Ya de mayor, Luisa pasea por la calle y se para frente a una lencería en la que venden sujetadores de ocasión. Entra para preguntar y ante sus ojos aparece de nuevo una mujer que la deja boquiabierta. Pide unos sujetadores y se va al probador. Pero enseguida la tendera va a ayudarle a ponérselos, e incluso le sugiere que se pruebe un exquisito corpiño. Luisa está realmente confusa, porque no sabe si se le está insinuando o si simplemente le está intentando vender lo más caro de la tienda.

## Reparto
El corto cuenta con las siguientes actrices:
- Ruth Núñez: Luisa (adulta).
- Estrella Blanco: Marcela y dependienta.
- Irene López: Luisa (niña).
- Isabel Friera: tía de Luisa.
- Sandra Alba: prima de Luisa.

## Contexto
Lencería de ocasión se estrena en España en un momento de fuerza del colectivo LGBT, en el que empiezan a reivindicarse los derechos ante los Tribunales de Justicia. 
El movimiento LGBT aparece en Estados Unidos con las revueltas de Stonewall (28 de junio de 1969), mientras en España se castigaban las conductas y relaciones homosexuales. Los primeros grupos que aparecieron al comienzo de los 70 eran clandestinos, ilegales y perseguibles. Tras la caída del régimen franquista, la Constitución Española (1978) estableció un marco jurídico de protección a las personas del colectivo. 
En los año 80, una pandemia mundial, el SIDA, afectó principalmente a homosexuales y transexuales, provocando una reacción de pánico en la sociedad que acabó discriminando al colectivo. Sin embargo, los derechos LGBT continuaron evolucionando se han materializado por a través de dos vías: las sentencias de Tribunales sobre casos de discriminación LGBT y la legislación estatal y autonómica. En la década de los 90, la política de los movimientos LGBT se enfocó a lograr derechos concretos. El 17 de mayo de 1990 la Asamblea General de la OMS eliminó la homosexualidad de su lista de enfermedades. En el seno de la sociedad española se ha ido dando visibilidad al colectivo mediante los medios de comunicación culturales, artísticos y universitarios.

## La diversidad sexual en el cine
El cine ha sido un histórico transmisor cultural que ha hecho que hoy parte de los pensamientos difundidos se correspondan con cánones sociales y culturales heredados en gran parte del planeta. El cine ha dado visibilidad a las personas del colectivo mediante el cine de temática LGBT, que es aquel que agrupa los filmes basados en las relaciones de las personas del colectivo con su entorno, y mediante las películas que incluyen personajes del colectivo cuya sexualidad no influye en la sucesión de los acontecimientos.
En España la diversidad sexual se ha tratado desde todos los géneros, puntos de vista y con cierta “cotidianeidad”. Incluso durante la censura del régimen franquista se colaron algunos títulos como La Residencia (1969), pero la representación era la de hombre afeminado, de acuerdo con el imaginario colectivo. En la Transición se elimina la censura (1977) y comienza la producción regular de películas de tema LGTB donde los personajes del colectivo son normalizados gracias a directores como Eloy de la Iglesia (Los placeres ocultos, 1977) y Pedro Almodóvar (Salomé, 1978).

## Premios
Lencería de ocasión ha recibido las siguientes nominaciones y premios:
- Nominación a mejor cortometraje de ficción: Premios Goya (1999).
- Mención especial del jurado a Ruth Núñez: II Festival de Cine Español de Málaga.
- Premio del público: VII Mostra Internacional de Cinema de Dones.
- Mejor guion: XI Festival de Cinema de Girona. .
- Mención especial Film Four Prize: XV London Lesbian and Gay Film Festival.
- Premio del público (Audience Choice Award for Favourite Girls): Sixth Annual Seattle Lesbian and Gay Film Festival.
- Rosa Brille:  Queersicht Film Festival.
- Mejor corto asturiano en castellano: I Festival de Cine Asturianu.